# Angantyr
Angantyr è il nome di tre personaggi della mitologia norrena, collegati da un rapporto di discendenza e legati al mito della spada maledetta Tyrfing. Vengono nominati in varie fonti, tra cui il Hyndluljóð, e le Gesta Danorum, ma la loro storia viene approfondita soprattutto nella Saga di Hervör.

## Angantyr Arngrimsson
Angantyr fu il maggiore dei figli di Arngrim, da cui ricevette la spada Tyrfing, che poteva tagliare qualsiasi cosa come stoffa, ma che doveva uccidere un uomo ogni volta che veniva sguainata. Angantyr e i suoi undici fratelli erano berserker come il loro padre, e diffondevano paura e distruzione in tutto il Nord.
Uno Yule, il fratello di Angantyr, Hjörvard, si propose a Ingeborg, la figlia di re Yngvi di Svezia. Tuttavia Hjalmar, uno dei campioni del re svedese, si fece avanti e affermò di meritare lui la principessa piuttosto che un berserker. Il re sentenziò che sarebbe stata la principessa a decidere, ed ella scelse Hjalmar. Hjörvard allora sfidò Hjalmar a un duello sull'isola di Samsø.
I dodici figli di Arngrim giunsero sull'isola e vi trovarono due navi. Credendo fossero quelle di Hjalmar, furono posseduti dalla furia dei berserker, e sterminarono l'equipaggio. Quando infine Hjalmar arrivò sull'isola, la furia berserker era svanita e i dodici fratelli erano indeboliti. Hjalmar stesso uccise Angantyr, ma fu mortalmente ferito da Tyrfing. Örvar-Oddr, un compagno di Hjalmar, uccise i rimanenti fratelli, e in seguito li seppellì insieme alla spada maledetta in un tumulo sull'isola. 
Successivamente, la figlia di Angantyr, Hervör, giunse sull'isola per reclamare la spada.

## Angantyr Höfundsson
Hervör in seguito si sposò con Höfund di Glæsisvellir ed ebbe due figli: Heidrek e Angantyr. Heidrek ereditò Tyrfing, e quando fu bandito dalla casa paterna, il fratello lo seguì e gli chiese di vedere la spada. Siccome essa non poteva essere sguainata senza uccidere un uomo, Heidrek uccise suo malgrado il fratello.

## Angantyr Heidreksson
Heidrek ebbe a sua volta figli, chiamati Hervör (Con la moglie Hergerd, figlia di Rollaug), Angantyr (con Helga, figlia di Harald Dei Goti), e Hlöd (Frutto dello stupro con la figlia del re degli unni Sifka).  Quando il loro padre morì, Angantyr ereditò il regno dei Goti, e rifiutò di dividere l'eredità con Hlöd, in quanto figlio illegittimo. Ne seguì una grande battaglia tra Goti contro Unni, quest'ultimi schierati dalla parte di Hlöd. Ma i Goti anche se inferiori di numero, risultarono vincitori grazie a Tyrfing, e Hlöd fu ucciso. 
La Saga di Hervör riporta anche che Angantyr ebbe un figlio, Heidhrekr Ulfhamr, che fu a sua volta re dei Goti. La figlia di questo Heidhrekr, Hild, sarà la madre di Halfdan il Valoroso, e quindi antenata dei successivi re di Svezia.
Questo terzo Angatyr è probabilmente menzionato anche nel poema Widsith in lingua anglosassone come Incgentheow, assieme al padre (Heathoric), al fratello (Hlith), ed alla madre del fratello Sifka (Sifeca), nella linea 115.